# Кузнецов, Константин Гаврилович
Кузнецов, Константин Гаврилович (25 декабря 1912 года — 27 ноября 1999) — участник советско-финской и Великой Отечественной войны, командир 99-го гвардейского стрелкового полка 31-й гвардейской Витебской стрелковой дивизии 16-го гвардейского стрелкового корпуса 11-й гвардейской армии 3-го Белорусского фронта, гвардии полковник, Герой Советского Союза.

## Биография
Родился 25 декабря 1912 года в селе Митякино (ныне — Руднянского района Волгоградской области) в семье крестьянина. Русский. В 1932 году окончил техникум и работал техником-строителем. В Красной Армии в 1934—1937 годах и с 1938 года. В 1939 году окончил курсы младших лейтенантов. Участник советско-финской войны 1939—1940 годов.
В действующей армии с 12 июля 1941 года. Воевал на Западном, Брянском, 2-м Прибалтийском, 3-м Белорусском, 1-м Прибалтийском фронтах. Принимал участие в битве под Москвой, боях на Курской дуге, освобождении Белоруссии, Прибалтики, боях в Восточной Пруссии. Трижды ранен. Член ВКП(б)/КПСС с 1942 года.
18 ноября 1942 года К. Г. Кузнецов был назначен командиром 99-го гвардейского стрелкового полка 31-й гвардейской Витебской стрелковой дивизии. До февраля 1943 года части дивизии продолжали атаковать укрепленные позиции противника, но существенных результатов достичь не смогли. В начале лета 1943 года дивизия снова была передислоцирована и 12 июля перешла в наступление на Орловском направлении. В июльских наступательных боях 99-й гвардейский стрелковый полк освободил десятки населенных пунктов, нанес существенный урон противнику в живой силе и технике, захватил в плен 93 солдата и офицера. После очередной перегруппировки в ноябре 1943 года 31-я гвардейская стрелковая дивизия вела наступление на город Новосокольники (Калининская, а ныне Псковская область). После этого, совершив перевозку по железной дороге, сосредоточилась в районе Великие Луки и с 20 ноября 1943 по 10 февраля 1944 года вела бои в направлении Витебска, а в марте 1944 года — в районе Идрица. В связи с подготовкой Витебской операции 99-й гвардейский стрелковый полк в составе дивизии совершил 210-км марш и затем, после тщательной подготовки, 23 июня 1944 года, вступил в бой за Витебск. Прорвав вражескую оборону, части соединения взяли город Витебск, за что были удостоены благодарности Верховного Главнокомандующего, а 31-й гвардейской стрелковой дивизии было присвоено почетное наименование «Витебская». Командир 99-го гвардейского стрелкового полка Кузнецов был награжден орденом Ленина.
Громя отходящего противника, гвардейцы сходу форсировали Березину и стремительным ударом овладели городом Молодечно. Развивая успех, 99-й гвардейский стрелковый полк под командованием гвардии полковника Кузнецова 13 июля 1944 года первым из частей 3-го Белорусского фронта форсировал Неман в районе города Алитус и, продолжая наступление, захватил плацдарм глубиною до 10 километров. К исходу 17 октября 1944 года полк Кузнецова вышел на государственную границу СССР-Германия западнее города Вилкавишкис. За умелое управление полком, решительность, смелость, настойчивость и инициативу в выполнении поставленных боевых задач гвардии полковник К. Г. Кузнецов был представлен к присвоению звания «Герой Советского Союза».
В декабре 1944 года гвардии полковник К. Г. Кузнецов назначен командиром 44-й Полоцкой ордена Кутузова 2-й степени мотострелковой бригады 1-го танкового корпуса 3-го Белорусского фронта. Командуя бригадой, участвовал в Инстербургско-Кенигсбергской операции, ликвидации земландской и кенигсбергской группировок противника, штурме Кенигсберга.
Указом Президиума Верховного Совета СССР от 24 марта 1945 года гвардии полковнику Кузнецову Константину Гавриловичу присвоено звание Героя Советского Союза с вручением ордена Ленина и медали «Золотая Звезда».
После войны продолжил службу в армии. Был слушателем Военной академии Бронетанковых и мезанизированных войск в Москве. С 1956 года — в запасе.
Жил в Ужгороде (Украина). Умер 27 ноября 1999 года. Похоронен на Холме Славы в Ужгороде.

## Награды
- Медаль «Золотая Звезда» Героя Советского Союза (24.03.1945);
- два ордена Ленина (04.07.1944; 24.03.1945);
- два ордена Красного Знамени (07.09.1943; 10.04.1945);
- орден Кутузова 2-й степени (29.06.1945);
- два Ордена Отечественной войны I степени (28.01.1944, 11.03.1985);
- орден Александра Невского (15.04.1943);
- два ордена Красной Звезды (3.11.1942; 17.05.1951);
- медали, в том числе:

медаль «За отвагу» (27.03.1942);
медаль «За боевые заслуги» (3.11.1944);
медаль «За оборону Москвы»;
медаль «За победу над Германией в Великой Отечественной войне 1941-1945 гг.»;
медаль «За взятие Кёнигсберга».